# اضطهاد مسلمي ميانمار
الدين في ميانمار (تعداد 2014)
إن اضطهاد المسلمين في ميانمار له تاريخ طويل ولا يزال مستمرًا حتى يومنا هذا. ميانمار دولة ذات أغلبية بوذية، مع أقليات مسيحية ومسلمة كبيرة. خدم المسلمون في حكومة رئيس الوزراء يو نو (1948–63)، لكن هذا الوضع تغير مع الانقلاب البورمي عام 1962. وبينما استمر عدد قليل منهم في الخدمة، تم استبعاد معظم المسيحيين والمسلمين من مناصب في الحكومة والجيش. في عام 1982، قدمت الحكومة لوائح تحرم أي شخص غير قادر على إثبات أصله البورمي الذي يعود تاريخه إلى ما قبل عام 1823 من الحصول على الجنسية. وقد حرم هذا القانون العديد من المسلمين في ميانمار من حقوقهم، على الرغم من أنهم عاشوا في ميانمار لعدة أجيال.
شعب الروهينجا هم مجموعة مسلمة كبيرة في ميانمار؛ كان الروهينجا من بين المجموعات الأكثر تعرضًا للاضطهاد في ظل النظام العسكري في ميانمار، وتأتي في المرتبة الثانية قبيلة الكاتشين، وهم في الغالب من المعمدانيين الأمريكيين. تصنف الأمم المتحدة الروهينجا كواحدة من أكثر الجماعات اضطهادا في العالم. منذ عام 1948، نفذت الحكومات المتعاقبة 13 عملية عسكرية ضد الروهينجا (بما في ذلك في أعوام 1975، 1978، 1989، 1991-1992، 2002). خلال العمليات، قامت قوات الأمن الميانمارية بطرد الروهينجا من أراضيهم، وأحرقت مساجدهم وارتكبت عمليات نهب وإحراق واغتصاب لمسلمي الروهينجا على نطاق واسع. وبعيدًا عن هذه الغارات العسكرية، يتعرض الروهينجا للسرقة والابتزاز بشكل متكرر من قبل السلطات، ويخضع العديد منهم للعمل القسري. وفي بعض الحالات، تمت مصادرة الأراضي التي يشغلها مسلمو الروهينجا وإعادة تخصيصها للبوذيين المحليين.

## تاريخ
عاش المسلمون في ميانمار (المعروفة أيضًا باسم بورما) منذ القرن الحادي عشر الميلادي. أول مسلم تم توثيقه في تاريخ بورما والمسجل في كتاب همنان يازوين (سجلات القصر الزجاجي) هو "بيات وي" وذلك في عهد الملك مون ملك ثاتون حوالي عام 1050. كان لبيات وي شقيق يدعى "بيات تا"، أنجب ولدين يُعرفان باسم الأخوين شوي بين، وقد تم إعدامهما عندما كانا طفلين، إما بسبب عقيدتهما الإسلامية أو رفضهما أداء العمل القسري. تشير سجلات القصر الزجاجي لملوك بورما أنهم لم يعودوا محل ثقة. خلال فترة الحرب، أرسل الملك كيانسيثا [الإنجليزية] صيادًا كقناص لاغتيال نجا يامان كان ورحمان خان.

### اضطهاد ما قبل الحداثة
المسلمون في عهد باينتوانغ
أول بوادر اضطهاد المسلمين لأسباب دينية وقعت في عهد الملك باينتوانغ 1550-1589 م. فبعد أن استولى على باغو في 1559 حظر ممارسة الذبح الحلال للدجاج والمواشي بسبب التعصب الديني، وأجبر بعض الرعايا على الاستماع إلى الخطب والمواعظ البوذية ليجبرهم على تغيير دينهم بالقوة. ومنع أيضا المسلمين من الاحتفال بعيد الأضحى وذبح الأضاحي من الماشية.
مذبحة في أراكان
حصلت مذبحة مروعة للمسلمين في أراكان لأسباب دينية، ولكنها على الأرجح كان دافعها السياسة والجشع. كان شاه شجاع الابن الثاني لإمبراطور المغول شاه جهان الذي بنى تاج محل قد خسر المعركة أمام أخيه وهرب مع عائلته وجنوده إلى أراكان حيث سمح له ملكها المدعو ساندا توداما (1652-1687) بالسكن فيها. وقد أراد ان يشتري سفنا ليحج بها إلى مكة، وكان يرغب أن يدفع بالذهب والفضة. فأراد ملك أراكان ان يتزوج ابنته طمعًا في ثروته التي معه، ولكن لم يتم له ذلك. وبالنهاية وبعد محاولة تمرد فاشلة منهم قتل بعض أفراد عائلة الأمير شاه جهان وقطعت رؤوس الرجال الذين يحملون اللحى، ووضعت النساء في السجن ليموتوا من الجوع. وبهذا استهدفت المذبحة جميع اللاجئين المسلمين من الهند.
المسلمون في عهد ألاينجبايا
منع الملك ألاينجبايا (1752–1760) الذبح والأكل الحلال على المواشي.
بوداوبايا
وفي عهد الملك بوداوبايا (1782-1819) قبض على أربعة من أشهر أئمة ميانمار المسلمين في مييدو وقتلهم في العاصمة أفا بعد رفضهم أكل لحم الخنزير. ووفقا لأقوال مسلمي مييدو وبورما فقد مرت على البلاد سبعة أيام مظلمة بعد إعدام الأئمة مما أجبر الملك على الاعتذار وأصدر مرسوما باعتبارهم أولياء صالحين.

## أعمال شغب ضد الهنود والمسلمين تحت الحكم البريطاني
الكتاب البريطاني الرسمي الأبيض
أخذت وقائع الفقرة الأساسية من كتاب "المحاكمات في بورما" لموريس كوليس ". حيث كان قاضيًا في رانغون وشاهد عيان على أحداث الشغب، فقد كتب كتابه مستندًا على الكتاب الأبيض الرسمي للحكومة البريطانية والتي قدمته لجنة سايمون (الهيئة الملكية الدستورية المشكلة حسب قانون حكومة الهند لسنة 1919 وقانون مونتاج-تشيلمسفورد القانون.)
المشاعر المعادية للهنود والمسلمين بدأت خلال الحكم البريطاني
بدأت مشاعر الكراهية للهنود بعد الحرب العالمية الثانية في حكم الإنجليز. ففي سنة 1921 كان في بورما نصف مليون مسلم، ونصف الهنود الموجودين فيها كانوا مسلمين. بالرغم من الاختلاف في مسلمي بورما وبين الهنود المسلمين ومسلمي بورما الهندية إلا أن البوذيون قد وضعوهم في خانة واحدة وأضافوا إليهم هندوس الهند وأطلقوا عليهم جميعا لقب كالا.
وتعود جذور تلك الكراهية إلى
1. اضطهاد مغول الهند للبوذيين والهندوس أثناء حروب المغول وفتوحاتهم للمدن، حيث حولوا وبالقوة العديد من البوذيين والهندوس إلى الإسلام.
2. انخفاض مستوى المعيشة للمهاجرين الجدد.
3. استعداد هؤلاء المهاجرين الجدد بالقيام بالأعمال الصعبة والخطيرة وحتى الكريهة.
4. كان الهنود قد قاموا بملء واحتكار الخدمات الحكومية عندما استعد البورميون لشغل تلك الوظائف لاحقًا.
5. التنافس المهني.
6. تفاقمت الأزمة الاقتصادية العالمية في 1930 من التنافس على الكعكة الاقتصادية الرخيصة.

أعمال شغب مناهضة للهنود 1930
اندلعت في بورما سنة 1930 أعمال شغب معادية للهنود تحت الحكم البريطاني.
حيث بدأت المشكلة في ميناء يانغون وذلك بتصرف غير مسؤول من شركة بريطانية للتحميل والتفريغ كانت قد استخدمت المئات من العمال الهنود. فعندما أضرب هؤلاء العمال، ماكان من الشركة إلا أن وظفت عمالًا بورميين فقط لكسر الإضراب، لذا فقد استسلم الهنود وأنهوا إضرابهم. وفي اليوم التالي عندما جاء العمال البورميون ليعملوا رفضت الشركة البريطانية استخدامهم متعللة بأنها لم تعد بحاجة إلى خدماتهم. فتعارك بعض العمال البورميين مع نظرائهم الهنود، فاندلعت بسرعة أعمال شغب ضد الهنود (ومن ضمنهم المسلمون). فخلال أول نصف ساعة ذبح ما لا يقل عن 200 هندي وقذفوا في النهر. فأمرت السلطات من الشرطة بموجب المادة 144 من قانون العقوبات الجنائية إطلاق النار على أي تجمع أكثر من خمسة أشخاص ممن يرفضون القاء السلاح. وكان يوم 26 مايو يوما أسودًا. ففي غضون يومين امتدت أعمال الشغب إلى جميع انحاء البلاد ولا أحد يعرف بالضبط عدد القتلى أو الأضرار المادية.
أعمال شغب ضد المسلمين 1938
واندلعت في بورما سنة 1938 أعمال شغب معادية للمسلمين حيث لاتزال بورما تحت الحكم البريطاني. وكان الهدف الحقيقي لتلك الأعمال هي الحكومة البريطانية، ولكن لم يجرؤ البورميون على إظهار ذلك علنًا. فألهبت وسائل الإعلام المحلية المشاعر الوطنية متسترة بالكراهية ضد المسلمين خوفًا من أن تكشفهم الحكومة البريطانية فتعاقبهم. فأعقب ذلك إطلاق الحكومة البريطانية كامل آلتها العسكرية لمواجهة أعمال الشغب بالقوة. فناضل البورميون في جميع أنحاء البلد ضد الحكم البريطاني. فجميع القضايا السياسية والتحركات والاجتماعات والتظاهرات وأعمال الشغب والتمرد وحتى الثورات كانت تحت تأثير وإيحاء وتحريض وقيادة الصحف لها.
حملة بورما للبورميين فقط
بدأت حملة بورما للبورميين فقط بالانتشار، فنظموا مسيرة إلى بازار للمسلمين. وقد فرقت الشرطة الهندية تلك المظاهرة المنفعلة فأصيب ثلاثة رهبان. مما حدا بالصحف البورمية ان استغلت صور للشرطة الهندية تهاجم الرهبان البوذيين للتحريض على زيادة أعمال الشغب. فنهبت متاجر المسلمين ومنازلهم والمساجد فدمرت وأحرقت بالكامل، كما تعرض المسلمون إلى اعتداء وذبح، وانتشر العنف في جميع أنحاء بورما، فتضرر حوالي 113 مسجدًا.
لجنة تحقيق بريطانية
عين الحاكم البريطاني لجنة تحقيق في 22 سبتمبر 1938، فقررت اللجنة أن السبب الحقيقي وراء ذلك السخط هو تدهور الأوضاع السياسية الاجتماعية والاقتصادية في بورما. فاستغلت صحف بورمية غير مسؤولة هذا التقرير لبث الكراهية ضد المسلمين. فاستغلوا الدعاية على المسلمين كتمويه للتغطية على نضالهم السياسي كي ينالوا استقلالهم. فهي أول مرة استخدم البوذيون المسلمين كبش فداء في قتالهم ضد البريطانيين.
فحتى لجنة سايمون التي أنشئت سنة 1927 للتحقق من الآثار المترتبة على تطبيق نظام الحكم الثنائي في الهند وبورما قد أوصت بتعيين مقاعد خاصة لمسلمي بورما في المجلس التشريعي. وأوصت أيضا بتشديد ضمان حقوق المواطنة الكاملة لجميع الأقليات: الحق في حرية العبادة والحق في اتباع الأعراف الخاصة بهم والحق في التملك والحق في الحصول على حصة من الإيرادات العامة للإنفاق على مؤسساتهم الخيرية والتعليم الخاص بهم. وأوصت كذلك بحكومة مستقلة منفصلة عن الهند أو في حالة من السيادة الذاتية. لكن الحكومة البريطانية رفضت قبول جميع هذه التوصيات باستثناء فصل الدولتين وذلك في لجنة المائدة المستديرة حول الهند التي عقدت في لندن سنة 1930.

## المسلمون تحت حكم يو نو
الاتحاد الشعب الحر لمناهضة الفاشية يطرد مؤتمر مسلمي بورما
تأسس مؤتمر مسلمي بورما بنفس الوقت الذي تأسس فيه الإتحاد الشعب الحر لمناهضة الفاشية AFPFL الذي أسسه جنرال أونغ سان ومعه يو نو قبل الحرب العالمية الثانية. وفي مدينة بيينمانا يوم 25 ديسمبر 1945 انتخب يو رزاق رئيسا لحزب المؤتمر وقرر الانضمام إلى حزب الاتحاد. وقد انتخب يو رزاق رئيسا لحزب الاتحاد في منطقة ماندلاي سنة 1946. ثم قبله الحاكم بعد ذلك عضوا في المجلس الدستوري. وكانت له علاقات جيدة مع البوذيون وله اطلاع بلغة بالي (الكتب البوذية المقدسة تكتب بتلك اللغة الهندية القديمة). فأصبح وزيرا للتربية والتخطيط في حكومة الجنرال أونغ سان ولكنهما اغتيلا لاحقا. وقد كان مؤيدا لسياسة الحزب الرئيسية وهي: ضد تقسيم الدولة بخطوط اجتماعية أو دينية. واعترض يو رزاق وقلة من رفاقه مطالب البعض بضمانات دستورية محددة للأقلية البورمية المسلمة. ومع ذلك فقد كان يو رزاق ذو شعبية عالية وزعيم بورمي مسلم مهم وبارز ممن نظموا بنجاح مقدرة المسلمين في بورما في الحصول على الاعتراف الرسمي بمساهمتهم في بداية النضال الوطني نحو استقلال بورما.
موقف يو رزاق من الوحدة البورمية أو الوطن (بورما) التي ضحى فيها بمصلحة وضمان حقوق الأقلية المسلمة في بورما على المدى الطويل قد أرضى بها زعماء بورما البوذيين في حزب الاتحاد AFPFL، وأيضا أرضى الحكومة البريطانية. وقد نال بسبب ذلك عدة جوائز شخصية. وقد تبعه في ذلك كلا من يو راشد ويو خين ماونغ لات على وجه الخصوص حيث اتبعا السياسة العامة بالتضحية بحقوق ومصالح المجتمع المسلم البورمي لأجل بلدهم وحزبهم. فلا غرابة ان رفض معظم المسلمين في بورما اعطاء تقدير أو اعتبار لهؤلاء «المنتفعين» من السياسيين المخضرمين في التمثيل الحقيقي. وقد طلب رئيس الوزراء يو نو بعد بضعة أشهر فقط من استقلال بورما من مؤتمر مسلمي بورما أن يستقيلوا من عضوية حزب الاتحاد AFPFL. استجابة لذلك قرر الرئيس الجديد لحزب المؤتمر يو خين ماونغ لات وقف جميع الأنشطة الإسلامية الدينية في حزبه وانضم إلى الاتحاد. فكوفئ بإعطائه وزارة العدل، ولكن لم يعد يمثل رغبات المجتمع البورمي المسلم. وقد طلب تحالف مسلمي بورما حديث التكوين إدارة حكومية خاصة لشؤون المسلمين لتحديد مستقبلهم، كما هو الحال للأقليات الأخرى الذين لديهم وزارات في يانغون وحكومات في مقاطعاتهم. فأخرج يو نو مؤتمر مسلمي بورما من اتحاد AFPFL في 30 سبتمبر 1956. وقد طلب المؤتمر قبلها أن يحل نفسه سنة 1955.
بعد ذلك فرض يو نو مرسوما باعتبار البوذية دين الدولة في بورما متحديا إرادة الأقليات العرقية والمنظمات الدينية المختلفة بما في ذلك مسلمي بورما. فتعرض يو نو الذي كرس نفسه للبوذية لضغوط من التجار الهنود الأثرياء المؤثرين بسبب أوامره بحظر ذبح الماشية. على الرغم من انه سمح بالذبح فترة عيد الأضحى إلا أن ذلك يتطلب تصريحا للمسلمين عند ذبحهم لأي ذبيحة بإشراف الشرطة وأن يتبعوا الإجراءات الدقيقة بصرامة. ومع أن الجنرال ني وين قد ألغى النظام الأول وسمح لذبح الماشية للاستهلاك اليومي، إلا أن النظام الثاني من التقييد الصارم للتضحية يزال ساريا حتى الوقت الحاضر. واعتقل مسؤولي المساجد ممن فشلوا بالتقيد بالعدد المسموح به من الماشية وعوقبوا. واشتكى المسلمون أن حكومة يو نو جعلت أداء الحج أكثر صعوبة من الحجاج البوذيين الذين يذهبون إلى سري لانكا ونيبال.

## المسلمون تحت حكمني وين
ازدادت احوال المسلمين سوءا مع وصول الجنرال ني وين إلى السلطة سنة 1963 وسط موجة من النزعة القومية، فتعرضوا للتهميش والإقصاء وطردوا من الجيش. ووصف البوذيون -وهم الأغلبية الدينية في بورما- المسلمين بأنهم «قاتلي البقر» حيث هي ذبائحهم من الماشية في عيد الأضحى، واستخدموا ضدهم كلمة كالا وهي كلمة عنصرية مهينة تعني الأسود. وتواجه المجتمعات المسلمة المتدينة التي تعزل نفسها عن الأغلبية البوذية صعوبات أكثر من تلك المندمجة أكثر على حساب قوانين الأحوال الشخصية للمسلمين.
تأثر مسلمي بورما من تشدد أقرانهم في البلدان الإسلامية الأخرى. فالعنف الذي يرتكبه الإسلاميون في اندونيسيا يلقي بظلاله حيث استخدم ذريعة لارتكاب أعمال عنف ضد مسلمي بورما. كما أن تدمير حركة طالبان لتماثيل بوذا في باميان بأفغانستان قد اوجد ذريعة أخرى لأعمال عنف ضدهم من الغوغاء البوذيون. وذكرت منظمة حقوق الإنسان أن التوتر بين الطائفتين البوذية والمسلمة في توانغو كان موجودا بأسابيع قبل أن يتصاعد ويندلع في منتصف مايو 2001. وطالب الرهبان البوذيون بتدمير مسجد هانثا في توانغو «انتقاما» لتدمير تماثيل بوذا في باميان. فخرب الغوغاء الذين يقودهم الرهبان البوذيون مقرات المسلمين من شركات وممتلكات وقتلوا مسلمين. وأعقب ذلك انتقام المسلمين ضد البوذيين.
تدير حكومة ميانمار الديكتاتورية جهاز الأمن الداخلي المتغلغل، حيث يتسلل ويراقب اجتماعات وأنشطة جميع المنظمات تقريبا، بما فيها المنظمات الدينية. فيقلص حرية المسلمين الدينية ويرصد ويمنع حرية تبادل الأفكار والآراء المرتبطة بأنشطة المسلمين الدينية. ويقوم بإتهام المنظمات الإسلامية مثل اتحاد كل مسلمي بورما بالإرهاب.
يخشى على نطاق واسع أن اضطهاد المسلمين في بورما قد يؤدي إلى إثارة التطرف الإسلامي في البلاد. وقد انضم العديد من المسلمين إلى جماعات المقاومة المسلحة التي تقاتل من أجل المزيد من الحريات في بورما.

## أعمال شغب ضد المسلمين في ماندلاي (1997)
في مارس 1997 اشتعل التوتر العنصري بين البوذيين والمسلمين في ماندلاي، ثم بدأ الاعتداء على ممتلكات المسلمين خلال ترميم تمثال لبوذا. وقد جلب الملك بوداوبايا تمثال بوذا البرونزي الموجود في معبد مهاميات موني بماندلاي من موطنه أراكان سنة 1784م. وتعرض التمثال للكسر تاركا ثغرة كبيرة فيه، وكان من المفترض أن النظام يبحث عن ميتشين باداميا وهي ياقوتة أسطورية تعطي كل من يملكها الانتصار في الحرب.
وفي يوم 16 مارس 1997 حوالي الساعة 15:30 تجمع حشد من 1,000-1,500 من الرهبان البوذيين والغوغاء وهتفوا بشعارات مضادة للمسلمين. فاستهدفوا في هجومهم المساجد أولا، ثم تلاها ممتلكات المسلمين من منازل ومتاجر وعربات نقل في الأماكن القريبة من المساجد. أفادت التقارير بأنهم سلبوا ونهبوا ودمروا الممتلكات، واعتدوا على جميع الأماكن الدينية وخربوها ودنسوا الكتب الدينية. المنطقة التي تعرضت للتخريب والدمار هي كاينغدان بماندلاي. بدأت اضطرابات ماندالاي بعد ورود أخبار عن محاولة اغتصاب ابطالها مسلمون. وقد قتل ثلاثة اشخاص على الاقل واعتقل نحو 100 من الرهبان.

## أعمال شغب ضد المسلمين في توانغو (2001)
في سنة 2001 وزع الرهبان في جميع الأنحاء كتيب «ميو بياوك همار سوي كياوك تاي» (الخوف من ضياع العرق) وغيرها من المنشورات المناهضة للإسلام. كان سبب تفاقم تلك المشاعر العدائية والتي أحس بها المسلمون هو الإستفزاز بعد تدمير تماثيل بوذا في باميان بولاية باميان في أفغانستان. فافادت تقارير منظمة حقوق الإنسان أن التوتر بين الطائفتين البوذية والمسلمة في توانغو كان موجودا بأسابيع قبل أن يتصاعد ويندلع في منتصف مايو 2001. وطالب الرهبان البوذيين بتدمير مسجد هانثا في توانغو «انتقاما» لتدمير تماثيل بوذا في باميان. وفي يوم 15 مايو 2001 اندلعت أعمال شغب ضد المسلمين في توانغوا، فخرب الغوغاء الذين يقودهم الرهبان البوذيين مقرات المسلمين من شركات وممتلكات وقتلوا مسلمين. فكانت الحصيلة مقتل أكثر من 200 مسلم وتدمير 11 مسجدا واحراق أكثر من 400 منزل. وفي نفس اليوم تعرض 20 مسلما كانوا يصلون في مسجد هان ثا لإطلاق النار من القوات الموالية للمجلس العسكري فقتل بعضهم ومن نجا من ذلك فقد تعرض للضرب حتى الموت. وفي يوم 17 مايو 2001 وصل الفريق ون ميينت السكرتير الثالث للمجلس العسكري ووزير الشؤون الدينية ففرض حظر التجول في توانغو. فتم قطع جميع خطوط الاتصالات، حيث هدمت جرافات المجلس العسكري مسجدي هانثا ومسجد سكة قطار توانغو في اليوم التالي بعد مطالبات الرهبان البوذيون بهدمه انتقاما على هدم تماثيل باميان. أما باقي مساجد توانغو فقد ظلت مغلقة حتى مايو 2002، واجبر المسلمون على الصلاة في مساكنهم. واشتكى القادة المسلمون المحليون من أنهم لا يزالون يتعرضون للمضايقة. وانتقل كثير من المسلمين المحليين بعيدا عن توانغو إلى المدن القريبة أو حتى البعيدة مثل يانغون بعد تلك أعمال العنف. وبعدها بيومين تدخل الجيش فتوقف العنف مباشرة.

## عنف 2012
تعرض حوالي +2000 شخص للتشرد في حزيران 2012 بسبب العنف الطائفي في الدولة حيث معظم الضحايا هم من المسلمين. وقد وعدت الحكومة بإجراء تحقيق شامل، وأدان ممثلون من مختلف الأديان والأقليات الفظائع التي يتعرض لها المسلمون في جمهورية اتحاد ميانمار، حيث قالوا إن الأقليات في جميع أنحاء العالم تتمتع بحقوق متساوية مع الأغلبية التي تعيش معهم من حيث طريقة حياتهم وفقا لمعتقداتهم وتقاليدهم وثقافتهم في حين أن الغالبية ينبغي أن لا تستغل حقوقهم وتضيق عليهم الطريق نحو حرية الحركة. وأضافوا أن الإبادة الجماعية للمسلمين في ميانمار يشكل تهديدا خطيرا للسلام العالمي وانتهاكا لحقوق الإنسان، والتي يجب أن توقفها الأمم المتحدة مباشرة. بدأ كل شيء في 3 يونيو 2012 عندما قتل الجيش البورمي والغوغاء البورميون 11 مسلما بدون سبب بعدما أنزلوهم من الحافلات، فقامت احتجاجات عنيفة في اقليم أراكان ذي الأغلبية المسلمة، فوقع المتظاهرين ضحية استبداد الجيش والغوغاء، حيث ذكرت أنباء بمقتل أكثر من 50 شخصا واحراق آلاف المنازل حيث اشتبكت عرقيتي روهنغيا المسلمة مع البوذيون الراخين غربي بورما.

## انتهاكات حقوق الإنسان ضد مسلمي الروهينغا
حسب منظمة العفو الدولية فقد استمرت معاناة مسلمي الروهنجيا من انتهاكات لحقوق الإنسان في ظل المجلس العسكري البورمي منذ سنة 1978، وفر العديد منهم إلى بنغلاديش المجاورة.
ثم بدأت المفوضية العليا للاجئين (المفوضية العليا للأمم المتحدة لشؤون اللاجئين) في تقديم المساعدات لإعادة توطين الروهينجا في بنغلاديش من سنة 2005، ولكن ظهور مزاعم لانتهاكات حقوق الإنسان في مخيمات اللاجئين هددت تلك الجهود.
ومع الجهود السابقة للأمم المتحدة إلا أن الغالبية العظمى من اللاجئين الروهينجا في بنغلاديش ظلوا غير قادرين على العودة بسبب النظام الحاكم في ميانمار. وهم يواجهون الآن مشاكل في بنغلاديش لأنهم لا يتلقون أي دعم من الحكومة. ساعد البحارة الأتشيين في فبراير 2009 العديد من لاجئي الروهينجا في مضيق ملقا بعد ان ظلوا 21 يوما في عرض البحر
وقد فر الآلاف من روهينغيا على مدى السنوات الماضية إلى تايلاند. هناك ما يقرب من 111,000 لاجئ يقيمون في تسع مخيمات على طول الحدود التايلاندية الميانمارية. وهناك اتهامات بأنهم ارسلوا مجموعة من اللاجئين في سفن حيث طردوهم من تايلاند وتركوا في عرض البحر. وظهرت أدلة في فبراير 2009 على قطر الجيش التايلاندي لسفينة تحمل 190 من لاجئي الروهينجا إلى البحر، حيث روت المجموعة التي انقذتها السلطات الاندونيسية في فبراير 2009 قصصا مروعة من القاء الجيش التايلاندي القبض عليهم وضربهم ثم أرسالهم إلى عرض البحر حيث تركهم هناك. ثم ظهرت التقارير أنه قبل نهاية فبراير كانت هناك مجموعة من 5 زوارق قطرت إلى عرض البحر، غرق منها أربعة بمن فيها من اللاجئين جراء عاصفة، أما القارب الناجي فقد جرفته الأمواج إلى الساحل. وفي يوم 12 فبراير 2009 قال رئيس وزراء تايلاند ابهيسيت فيجاجيفا ان هناك «بعض الحالات» قد أرجعت الروهينجيين إلى البحر.
باعتقادي كانت هناك محاولات لجعل هؤلاء الناس ينجرفوا إلى شواطئ أخرى. [...] وعندما تحدث تلك الممارسات، يتم ذلك على أساس أن لديهم ما يكفي من الغذاء والماء. [...] وليس من الواضح الذي فعل ذلك [...] ولكن إذا ظهرت لدي أدلة عن الذي فعل هذا بالضبط فسوف يتم محاسبته".
وقال رئيس الوزراء انه يأسف لحدوث «أي خسائر» وسيعمل على تصحيح تلك المشكلة.

## تراجع أعداد المسلمين
أصدرت الحكومة البورمية سنة 2016 بيانات التعداد السكاني الخاصة بالدين والعرق لعام 2014، في خطوة هي الأولى من نوعها منذ 33 عامًا، بعد عامين من التأخر، لتظهر تلك البيانات تراجعاً في نسبة مسلمي البلاد، من 3.9% من إجمالي تعداد السكان لعام 1983، إلى 2.3%، في حين لم يشمل التعداد حوالى 1.2 مليون نسمة من مسلمي الروهينغا. وأشارت نتائج التعداد إلى أن المسلمين المسجلين، يقدرون بمليون و147 ألف و495 نسمة، من تعداد سكان البلاد البالغ 51.5 مليون نسمة.

## وصلات خارجية
- جذور ومخاطر تمرد الروهينجا الجديد في ميانمار| - ع - ن - ت الإسلام في آسيا                                                                                                          | - ع - ن - ت الإسلام في آسيا                                                                                                                                                                                                                                                                                                                                                                                                                                                                                                             |
| --- | --- |
| دول ذات سيادة | - الأردن - أرمينيا1 - أذربيجان1 - أفغانستان - الإمارات العربية المتحدة - إندونيسيا - أوزبكستان - إيران - إسرائيل - باكستان - البحرين - بروناي - بنغلاديش - بوتان - تايلاند - تركمانستان - تركيا3 - تيمور الشرقية - المالديف - جورجيا1 - روسيا3 - سريلانكا - السعودية - سلطنة عمان - سنغافورة - سوريا - الصين - طاجيكستان - العراق - الفلبين - فيتنام - قبرص1 - قطر - قرغيزستان - كازاخستان3 - كمبوديا - كوريا الجنوبية - كوريا الشمالية - الكويت - لاوس - لبنان - ماليزيا - مصر3 - منغوليا - ميانمار2 - نيبال - الهند - اليابان - اليمن |
| الدول ذات الاعتراف المحدود | - أبخازيا1 - جمهورية أرتساخ - أوسيتيا الجنوبية1 - تايوان - فلسطين - قبرص الشمالية |
| التبعيات وباقي المقاطعات | - إقليم المحيط الهندي البريطاني - جزيرة كريسماس - جزر كوكوس - ماكاو - هونغ كونغ |
| 1 تضم أحيانا إلى أوروبا، وذلك حسب تعريفات الحدود بين آسيا وأوروبا. 2 معروفة رسميا باسم ميانمار. 3 دول تمتد أراضيها على أكثر من قارة. | |